# Gudrun Schaich-Walch
Gudrun Schaich-Walch geb. Huppke (* 20. August 1946 in Kopenhagen) ist eine deutsche Politikerin (SPD).
Sie war von 2001 bis 2002 Parlamentarische Staatssekretärin bei der Bundesministerin für Gesundheit.

## Leben und Beruf
Nach der Mittleren Reife absolvierte Gudrun Schaich-Walch bis 1969 eine Ausbildung zur Physikalisch-Technischen Assistentin. Zuletzt war sie technische Leiterin des Zelllabors bei der Gesellschaft für Strahlen- und Umweltforschung.
Gudrun Schaich-Walch ist verheiratet und hat ein Kind.

## Partei
Seit 1972 ist sie Mitglied der SPD. Ab 1996 gehörte sie dem Vorstand des SPD-Unterbezirks Frankfurt am Main an.

## Abgeordnete
Von 1985 bis 1989 gehörte sie der Stadtverordnetenversammlung von Frankfurt am Main an und wechselte nach der Kommunalwahl 1989 als ehrenamtliche Stadträtin in den Magistrat.
Von 1990 bis 2005 war Gudrun Schaich-Walch Mitglied des Deutschen Bundestages. Hier war sie von 1998 bis 2000 gesundheitspolitische Sprecherin der SPD-Bundestagsfraktion und von 2002 bis 2005 stellvertretende Vorsitzende der SPD-Bundestagsfraktion für den Bereich Gesundheit, Soziale Ordnung und Petitionen.
Gudrun Schaich-Walch ist 2002 und 1998 als direkt gewählte Abgeordnete des Wahlkreises Frankfurt am Main I bzw. Frankfurt am Main II und davor stets über die Landesliste Hessen in den Bundestag eingezogen.

## Öffentliche Ämter
Am 12. Januar 2001 wurde sie als Parlamentarische Staatssekretärin bei der Bundesministerin für Gesundheit in die von Bundeskanzler Gerhard Schröder geführte Bundesregierung berufen. Nach der Bundestagswahl 2002 schied sie am 22. Oktober 2002 aus dem Amt.